# Multnomah County Central Courthouse
El Multnomah County Central Courthouse es un edificio gubernamental situado en el centro de Portland, la ciudad más poblada del estado de Oregón (Estados Unidos). Sirve como el Palacio de Justicia del Condado de Multnomah. Se inauguró en octubre de 2020 y reemplazó a un edificio cercano construido entre 1909 y 1914.
Se inició el proyecto de construcción del nuevo palacio de justicia en octubre de 2016, momento en el que estaba programado para completarse en 2020 y costaría 300 millones de dólares. Alcanzó su altura máxima de 99,1 metros en el 9 de noviembre de 2018. El edificio abrió al público el 5 de octubre de 2020.